# Aureliano de Mira Fernandes
Aureliano Lopes de Mira Fernandes (Mina de S. Domingos, Mértola, 16 de Junho de 1884 — Santos-o-Velho, Lisboa, 19 de Abril de 1958) foi um matemático português.

## Biografia
Aureliano de Mira Fernandes nasceu a 16 de junho de 1884, na Mina de S. Domingos, Mértola, tendo sido batizado na freguesia de Corte do Pinto a 7 de setembro de 1884. Era filho de António Lopes de Mira Fernandes, natural de Vera Cruz, e de Adelaide Augusta Valadas Valente, natural de Santana de Cambas.
Estudou em Beja, terminou o ensino secundário no Liceu de Coimbra e inscreveu-se em 1904 na Faculdade de Matemática da Universidade de Coimbra. Aderiu à greve estudantil de Fevereiro de 1907, o que fez com que ficasse comprometida a sua passagem de ano. A adesão à greve foi maciça, mas o governo concedeu o perdão a todos os que o requeressem. Quase todos apresentaram tal requerimento, mas não Mira Fernandes. Consequentemente, reprovou no final do ano. No ano seguinte apresentou-se aos exames em que conseguiu 20 valores em todos. Em 1909 obteve o grau de bacharel e no anos seguinte concluiu a licenciatura com média final de 20 valores.
Após a revolução republicana, de Outubro de 1910, Aureliano de Mira Fernandes foi eleito deputado para a Assembleia Cosntituinte pelo Partido Republicano. Doutorou-se na Universidade de Coimbra em Março de 1911, obtendo a classificação máxima de Muito Bom, com a tese "Theorias de Galois — Elementos da theoria dos grupos de substituições". No mesmo ano aceitou o convite para professor catedrático do Instituto Superior Técnico, lugar que manteve até se jubilar, em 1954.
Finda a I Grande Guerra em 1918, Mira Fernandes aceitou o convite para reger a cadeira de Análise Matemática no Instituto Superior de Comércio, onde teve como alunos Bento de Jesus Caraça e Duarte Pacheco. De 1928 a 1938 colaborou activamente com a Accademia dei Lincei, apresentando aí as suas mais importantes investigações, as quais seriam republicadas mais tarde em Portugal na Portugaliæ Mathematica. Também em 1928 tornou-se sócio efectivo da Academia das Ciências de Lisboa, tendo proposto a nomeação de Einstein e Levi-Civita como sócios correspondentes, proposta essa que foi aprovada na sessão de 17 de Março de 1932. Em 1930 Mira Fernandes tornou-se sócio correspondente da Real Academia de Ciências de Madrid. Em 4 de Outubro de 1943 fundou a Junta de Investigação Matemática, juntamente com António Aniceto Monteiro e Ruy Luís Gomes.
A Aureliano de Mira Fernandes coube pronunciar a «oração inaugural» do Congresso de história da actividade científica portuguesa, realizado em Coimbra, em Novembro de 1940, ali propondo uma reflexão retrospetiva e histórica sobre a investigação científica produzida em Portugal. A partir dos anos quarenta, os trabalhos científicos de Mira Fernandes passaram a aparecer principalmente na Portugaliæ Mathematica e na Revista da Faculdade de Ciências de Lisboa.
Mira Fernandes pertenceu à direcção do Centro de Estudos de Matemáticas Aplicadas à Economia bem como aos corpos gerentes da Sociedade Portuguesa de Matemática.
Morreu a 19 de abril de 1958, aos 73 anos, em sua casa, na Avenida D. Carlos I, 119, 3.º, freguesia de Santos-o-Velho, em Lisboa, vítima de arteriosclerose. Foi casado com Margarida Sarmento de Vasconcelos, natural de Moimenta da Beira, falecida a 19 de janeiro de 1943.
Em 1971, a Câmara Municipal de Lisboa homenageou o distinto matemático, atribuindo o seu nome à Rua Professor Mira Fernandes. Em Beja e na Parede, concelho de Cascais, existem também ruas Doutor Mira Fernandes. O seu nome foi ainda escolhido para dar nome à Avenida Aureliano de Mira Fernandes, 7750-320 Mértola, concelho onde nasceu.

## Leitura recomendada
- PIÇARRA, Constantino; MATEUS, Rui (2010). Beja: Roteiros Republicanos. Col: Roteiros Republicanos. Volume 6 de 16. Matosinhos: Quidnovi - Edição e Conteúdos, S. A. 128 páginas. ISBN 978-989-554-720-3